# Chapman Grant
Chapman Grant (* 27. März 1887 in Salem Center, New York; † 5. Januar 1983 in Escondido, Kalifornien) war ein amerikanischer Zoologe, Historiker und Verleger. Er war der Enkel des US-Präsidenten Ulysses S. Grant.

## Biografie
Chapman Grant war der Sohn von Jesse Grant, dem jüngsten Sohn des ehemaligen US-Präsidenten Ulysses S. Grant. 1892 zog er mit seinen Eltern nach San Diego. Von 1910 und 1913 arbeitete er als Assistent von Direktor Charles Haskins Townsend im New York Aquarium. Während seiner Studienzeit 1913 in New York war er Assistenzkurator im Kindermuseum des Brooklyn Institute of Arts and Sciences. Er verließ das Museum für eine Militärlaufbahn, die er als Major beendete. In den 1930er und 1950er Jahren führten ihn mehrere Expeditionen des San Diego Museum of Natural History und des University of Illinois Museum of Natural History zu den Westindischen Inseln (z. B. Grand Cayman, Puerto Rico, Navassa, Culebra, Jungferninseln). Während seiner Studien der karibischen Herpetofauna entdeckte und beschrieb er fünfzehn neue Arten, darunter den Blauen Leguan (Cyclura lewisi), Aristelliger cochranae, Sphaerodactylus beattyi, Sphaerodactylus gaigae, Sphaerodactylus klauberi, Sphaerodactylus nicholsi, Sphaerodactylus roosevelti, Sphaerodactylus townsendi, Ctenonotus cooki, Eleutherodactylus karlschmidti, Eleutherodactylus cochranae, Eleutherodactylus cooki und Roosevelts Anolis (Anolis roosevelti).
1932 gründete Chapman Grant das Magazin Herpetologica (größtes wissenschaftliches Reptilien- und Amphibienjournal in den USA), das er bis 1960 auch selbst verlegte. Auch ein weiteres Magazin – Scientists Forum – wurde von ihm herausgegeben. 1936 gründete er die Herpetologists’ League, ein Zusammenschluss mehrerer Herpetologen in den USA. 1982 wurde eine Halle im Museum für Naturgeschichte von San Diego nach ihm benannt. 1983 starb er in einem Altersheim in Escondido, Kalifornien. Er hinterließ einen Sohn Ulysses S. Grant V. (* 20. September 1920; † 7. März 2011).

## Werke
- The Herpetology of Jamaica (mit W. Gardner Lynn), Bull. Inst. Jamaica Sci. Ser. 1: 1-148, 1940